# L'ancora del mediterraneo
L'ancora del mediterraneo è stata una casa editrice con sede a Napoli.

## Storia
Fondata nel 1999 da Stefano De Matteis, si è dedicata alla saggistica, pubblicando reportage, narrativa d'inchiesta, pamphlet, e opere di scrittori esordienti.
Nel 2005 nasceva una nuova sezione, "Cargo", diretta da Milena Zemira Ciccimarra, dove far confluire romanzi stranieri di autori riconosciuti, in modo da raggiungere un pubblico sempre più vasto e vario, con proposte che fossero nello stesso tempo di intrattenimento e di qualità.
Roberto Saviano (che pubblica i suoi primi reportage nel 2005 nel libro Napoli comincia a Scampia a cura di Maurizio Braucci e Giovanni Zoppoli), Antonio Pascale con La città distratta e Alessandro Zaccuri con  Milano: la città di nessuno sono alcuni degli scrittori scoperti e lanciati dall'ancora del mediterraneo.
Tra gli altri autori stranieri, pubblica per l'Italia libri di Juan Goytisolo, Günter Grass, Jack London, Reinaldo Arenas, Jean-Patrick Manchette, Gustaw Herling-Grudziński, John Berger e Howard Jacobson (premio Man Booker Prize nel 2010 con L'enigma di Finkler).
Tra gli autori italiani sono state pubblicate opere di Nico Naldini, Goffredo Fofi, Alberto Cavaglion,  Raffaele La Capria, Valerio Evangelisti, Alessandro Schwed, Fabrizia Ramondino, Manlio Rossi Doria, Marilena Lucente, Gianfranco Marziano e Andrea Di Consoli.